# Кушкетбаш
Кушкетба́ш (тат. Көшкәтбаш) — село в Балтасинском районе Республики Татарстан. Входит в состав Верхнесубашского сельского поселения.

## География
Село расположено на севере Татарстана, в западной части Балтасинского района, на берегах реки Кушкет, в 20 км к северу от посёлка городского типа Балтаси. Абсолютная высота — 119 метров над уровнем моря. Ближайшие населённые пункты — Сала-Кушкет, Тюнтер, Починок Сосна.

## История
Село основано во второй половине XVI века. В исторических документах упоминается под названием Кушкет на речке Юринер. 
В XVIII – первой половине XIX века жители относились к сословию государственных крестьян. Основные занятия жителей в этот период – земледелие и скотоводство, был распространён портняжно-шапочный промысел.
В X выпуске «Списка населённых мест Российской империи», изданном в 1876 году по сведениям 1859 года, населённый пункт упомянут как казённая деревня Кушкет (Кушкетбаш) 3-го стана Малмыжского уезда Вятской губернии. Располагалась при речке Юринерке, на торговой дороге из Казани в Уржум (в юго-западном углу Малмыжского уезда), в 30 верстах от уездного города Малмыжа и в 12 верстах от становой квартиры в казённом селе Цыпья. В деревне, в 116 дворах проживали 766 человек (365 мужчин и 401 женщина), были мечеть, сельское управление.
В 1897–1898 годах построена новая мечеть – одноэтажное деревянное здание в стиле эклектики с элементами классицистической архитектуры. Здание снесено в 2010 г.
В конце XIX века земельный надел сельской общины составлял 2808,7 десятины.
До 1920 года село входило в Арборскую волость Малмыжского уезда Вятской губернии. С 1920 года в составе Арского кантона ТАССР. С 10 августа 1930 года в Тюнтерском, со 2 марта 1932 года в Балтасинском, с 1 февраля 1963 года в Арском, с 12 января 1965 года в Балтасинском районах.
В 1932 году в селе организован колхоз «Корыч», с 1995 года в составе сельскохозяйственного производственного кооператива «Тан», с 2004 – ООО «Сафар», с 2008 – общества с ограниченной ответственностью имени Тукая.

## Население
| 1859 | 1884 | 1920 | 1926 | 1938 | 1949 | 1958 | 1970 | 1979 | 1989 | 2002 | 2010 | 2015 |
| ---- | ---- | ---- | ---- | ---- | ---- | ---- | ---- | ---- | ---- | ---- | ---- | ---- |
| 766  | 958  | 639  | 1242 | 1179 | 686  | 579  | 547  | 454  | 401  | 469  | 450  | 458  |

Национальный состав села — татары.

## Экономика
Жители работают в ООО «Уныш», обществе с ограниченной ответственностью имени Тукая, занимаются полеводством, мясо-молочным скотоводством.

## Инфраструктура
В селе имеется комплекс начальная школа (с 1923 г.) — детский сад (с 1956 г.), библиотека (с 1930-х гг. как изба-читальня), дом культуры (с 1945 г. как клуб), фельдшерско-акушерский пункт и отделение связи.
Общая площадь жилого фонда села — 7,07 тыс. м².

## Религия
Мечеть (2000 г.).